# Takeda Shingen (daimyō)
Pour les articles homonymes, voir Takeda Shingen.
Pour les autres membres du clan Takeda, voir Takeda.
Takeda Shingen (daimyō) est un nom japonais traditionnel ; le nom de famille (ou le nom d'école), Takeda, précède donc le prénom (ou le nom d'artiste) Shingen.
 (février 2021).
Si vous disposez d'ouvrages ou d'articles de référence ou si vous connaissez des sites web de qualité traitant du thème abordé ici, merci de compléter l'article en donnant les références utiles à sa vérifiabilité et en les liant à la section « Notes et références ».
Takeda Shingen (武田信玄, 1er décembre 1521-13 mai 1573), des provinces de Shinano et de Kai, est un des principaux daimyos ayant combattu pour le contrôle du Japon durant l'époque Sengoku. Privilégiant la tactique de la charge de cavalerie, il est considéré comme l'un des plus grands chefs de guerre de l'histoire, à l'image d'Oda Nobunaga qui date de la même époque.